# Osiedle Grzybowe

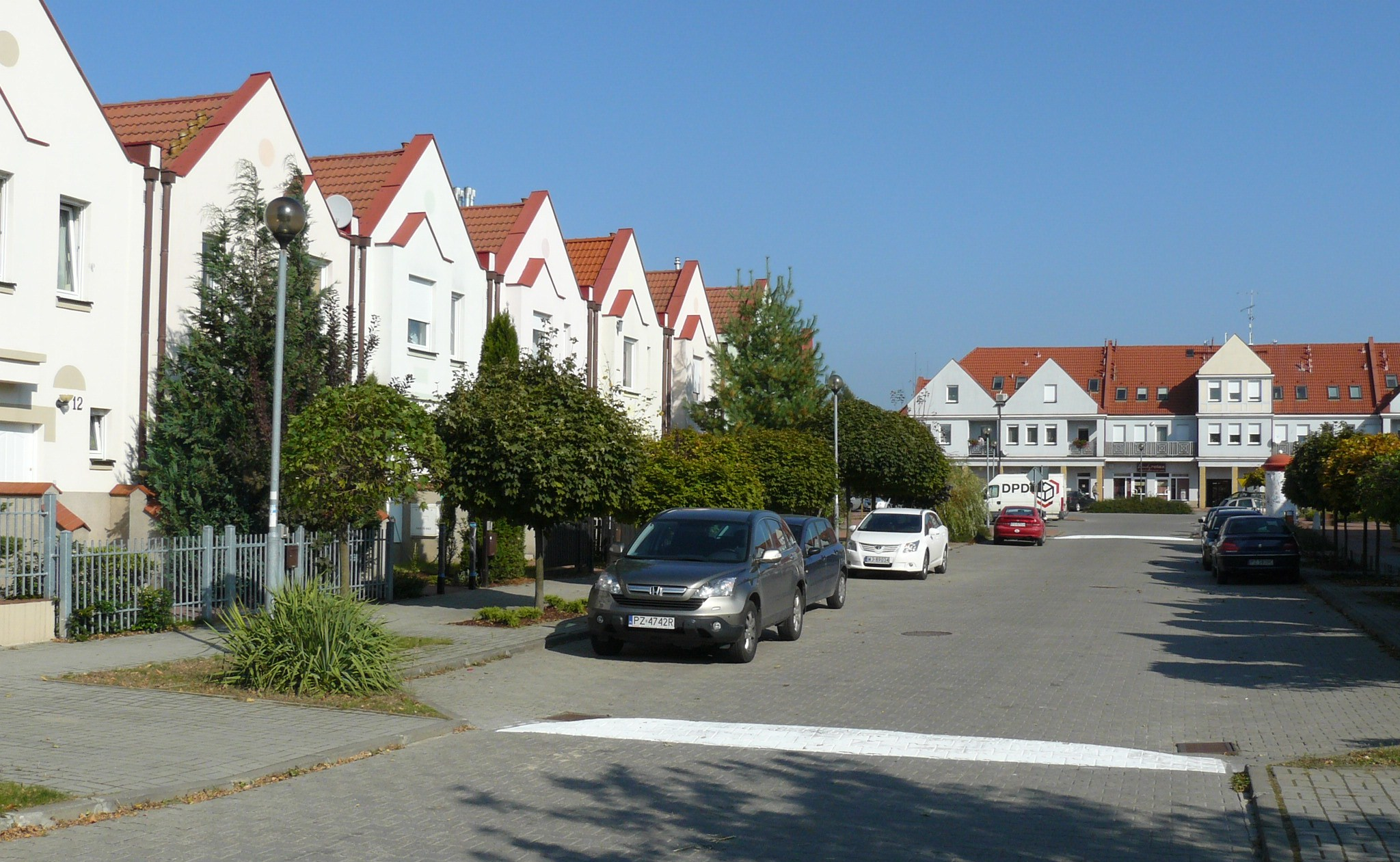
Centrum Osiedla Grzybowego

Osiedle Grzybowe – osiedle położone w południowej części Złotnik w powiecie poznańskim niedaleko granicy Suchego Lasu i Jelonka. Budowę rozpoczęto w 1996. Po zachodniej stronie osiedla rośnie niewielki las. Niedaleko przebiega także linia kolejowa nr 354. Nazwy ulic na osiedlu pochodzą od grzybów i ptaków, np. Muchomorowa, Kurkowa, Koźlarzowa, Czubajkowa, Skowronkowa, Bociania, Przepiórcza.
Osiedle posiada bezpośrednie gminne połączenie autobusowe (linia 901), poprzez centrum Suchego Lasu, z trasą Poznańskiego Szybkiego Tramwaju.